# 27. Division (2. Königlich Württembergische)
Die 27. Division (2. Königlich Württembergische), für die Dauer des mobilen Verhältnisses im Ersten Weltkrieg auch als 27. Infanterie-Division bezeichnet, war ein Großverband der Württembergischen Armee in Verbund der Armee des Deutschen Kaiserreiches.

## Organisation

### Verbandszugehörigkeit
Die Division war Teil des XIII. (Königlich Württembergisches) Armee-Korps.

### Gliederung

#### Friedensgliederung vom 1. August 1914
- 53. Infanterie-Brigade (3. Königlich Württembergische) in Ulm
  - Grenadier-Regiment „König Karl“ (5. Württembergisches) Nr. 123 in Ulm
  - Infanterie-Regiment „König Wilhelm I.“ (6. Württembergisches) Nr. 124 in Weingarten
- 54. Infanterie-Brigade (4. Königlich Württembergische) in Ulm
  - Infanterie-Regiment „Kaiser Wilhelm, König von Preußen“ (2. Württembergisches) Nr. 120 in Ulm
  - 9. Württembergisches Infanterie-Regiment Nr. 127 in Ulm und Wiblingen
  - 10. Württembergisches Infanterie-Regiment Nr. 180 in Tübingen und Gmünd
- 27. Kavallerie-Brigade (2. Königlich Württembergische) in Ulm
  - Ulanen-Regiment „König Karl“ (1. Württembergisches) Nr. 19 in Ulm und Wiblingen
  - Ulanen-Regiment „König Wilhelm I.“ (2. Württembergisches) Nr. 20 in Ludwigsburg
- 27. Feldartilleriebrigade (2. Königlich Württembergische) in Ulm
  - Feldartillerie-Regiment „König Karl“ (1. Württembergisches) Nr. 13 in Ulm und Cannstatt
  - 3. Württembergisches Feldartillerie-Regiment Nr. 49 in Ulm
- Württembergisches Pionier-Bataillon Nr. 13 in Ulm
- Württembergische Train-Abteilung Nr. 13

#### Kriegsgliederung bei Mobilmachung 1914
- 53. Infanterie-Brigade (3. Königlich Württembergische)
  - Grenadier-Regiment „König Karl“ (5. Württembergisches) Nr. 123
  - Infanterie-Regiment „König Wilhelm I.“ (6. Württembergisches) Nr. 124
- 54. Infanterie-Brigade (4. Königlich Württembergische)
  - Infanterie-Regiment „Kaiser Wilhelm, König von Preußen“ (2. Württembergisches) Nr. 120
  - 9. Württembergisches Infanterie-Regiment Nr. 127
- Ulanen-Regiment „König Karl“ (1. Württembergisches) Nr. 19
- 27. Feldartilleriebrigade (2. Königlich Württembergische)
  - Feldartillerie-Regiment König Karl (1. Württembergisches) Nr. 13
  - 3. Württembergisches Feldartillerie-Regiment Nr. 49
- 2. und 3. Kompanie/Württembergisches Pionier-Bataillon Nr. 13

#### Kriegsgliederung vom 8. März 1918
- 53. Infanterie-Brigade (3. Königlich Württembergische)
  - Infanterie-Regiment „Kaiser Wilhelm, König von Preußen“ (2. Württembergisches) Nr. 120
  - Grenadier-Regiment „König Karl“ (5. Württembergisches) Nr. 123
  - Infanterie-Regiment „König Wilhelm I.“ (6. Württembergisches) Nr. 124
  - MG-Scharfschützen-Abteilung Nr. 53
  - 5. Eskadron/Ulanen-Regiment „König Karl“ (1. Württembergisches) Nr. 19
- Artilleriekommandeur Nr. 27
  - Feldartillerie-Regiment „König Karl“ (1. Württembergisches) Nr. 13
  - 3. Württembergisches Feldartillerie-Regiment Nr. 49 (ab 24. Februar 1918 Heeresartillerie)
  - II. Abteilung/Fußartillerie-Regiment Nr. 13
- Württembergisches Pionier-Bataillon Nr. 13
- Divisions-Nachrichten-Kommandeur Nr. 27

## Geschichte
Die Division wurde am 18. Dezember 1871 errichtet. Die Aufstellung des Stabes erfolgte allerdings erst am 4. März 1872 und das Divisionskommando hatte seinen Sitz in Ulm. Mit der Mobilmachung 1914 wurde die 27. Kavallerie-Brigade planmäßig aufgelöst und die beiden Ulanen-Regimenter als Divisionskavallerie der 26. (Ulanen-Regiment Nr. 19) und 27. Infanterie-Division (Ulanen-Regiment Nr. 20) unterstellt.

### Erster Weltkrieg

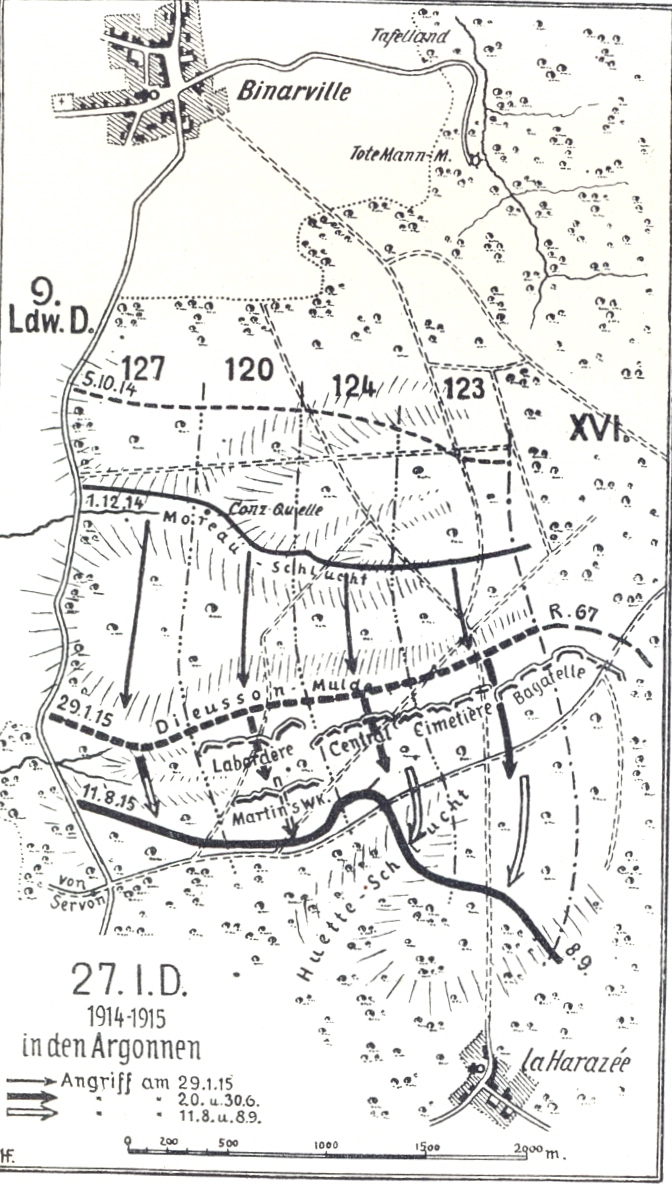
Stellungskampf in den Argonnen 1915

An der Westfront im Rahmen der 5. Armee beim XIII. Korps eingesetzt, rang die 27. Division zwischen 22. und 27. August 1914 in der Schlacht bei Longwy und stieß zum Othain-Abschnitt vor. Zwischen 28. August und Anfang September erkämpfte die Division die Maasübergänge bei Dun und erstürmte dabei den Mont-Montigny. Nach der Abdrängung der französischen 3. Armee in der ersten Schlacht zwischen Varennes und Montfaucon erfolgte die Verfolgung des Gegners westlich von Verdun südwärts durch die Argonnen. Am 11. September endete der deutsche Vorstoß an den Höhen südlich Sommaisne. Nach dem allgemeinen deutschen Rückzug von der Marne, erkämpfte das XIII. Korps bis 24. September bei Binarville um die neuen Abwehrstellungen in den nördlichen Argonnen und ging in den Stellungskrieg über. Am 7. Oktober 1914 wurde die 27. Division dem XVI. Armee-Korps unterstellt und verblieb im Gegensatz zu der nach Flandern abgehenden 26. Division in den Argonnen. Die Division stand unter anderem im Stellungskrieg bei Vauquois und südlich der Moreau-Schlucht. Im Juni 1915 eroberte die Division die gegnerischen Befestigungsabschnitte „Cimitère“ und „Bagatelle“.

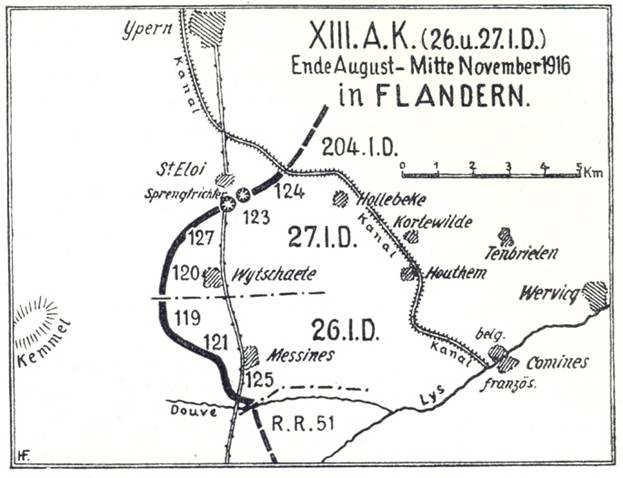
Einsatz im Wytschaete-Bogen, Herbst 1916

Ende Dezember 1915 bis Ende Juli 1916 lag die 27. Division bei der 4. Armee in Flandern in Stellungskämpfen an der Yser. Im Juni 1916 hatte Generalleutnant von Moser die Division übernommen, welche ab Ende Juli 1916 im Rahmen der 1. Armee in der Schlacht an der Somme eingesetzt wurde. Während die 26. Division bei Longueval britische Angriffe am Delville-Wald abwehrte rang die 27. Division südlicher bei Guillemont. Ab 30. August 1916 zurück nach Flandern verlegt und diesmal am Wytschaete-Bogen eingesetzt, erfolgte Mitte November die Rückkehr an die Somme.
Im Winter 1916/17 trat eine neue Kampfvorschrift „Grundsätze für die Führung in der Abwehrschlacht“ mit einer neuen generellen Gliederung einer Division in Kraft. Zur Erprobung der Gliederung und gleichzeitigen Schulung von Kommandeuren und Generalstabsoffizieren wurde die 27. Division (2. Königlich Württembergische) zur „Übungsdivision“ bestimmt. Sie führte von Februar bis März 1917 die ersten drei Kurse in Solesmes und den vierten in Valenciennes durch.

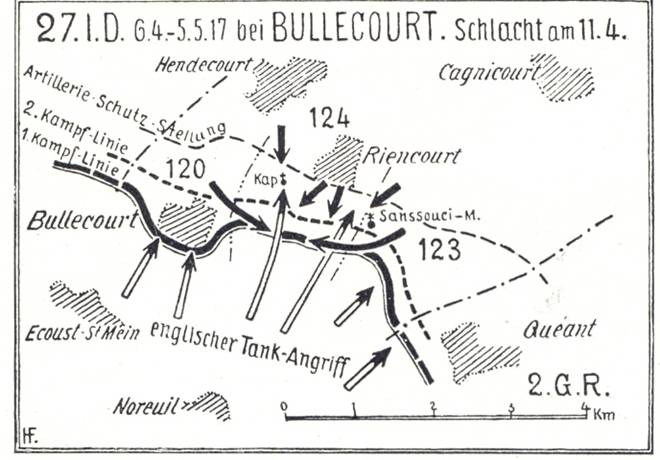
Tankgefecht bei Bullecourt, April 1917

Am 12. März 1917 wurde Generalleutnant Maur mit der Führung der Division betraut, welche während der Frühjahrsschlacht südlich von Arras dem XIV. Reserve-Korps zugeteilt, in die dortigen Kämpfe eingriff. Die Division konnte dabei am 11. April im Tankgefecht bei Bullecourt den Angriff eines kräftemäßig überlegenen Gegners standhalten und alle weiteren Angriffe britischer und australischer Streitkräfte abwehren. Sie konnte dabei 28 Offiziere und 1.150 Mann gefangen nehmen und 80 Maschinengewehre erbeuten.
Anfang Juni 1917 stand die 27. Division zwischen Gonnelieu und Honnecourt im Raum von Le Catelet und Ende August südöstlich von St. Julien. Ab 12. September 1917 ging die Einheit für einen Monat nordöstlich von Gent in Reserve.
Zwischen 16. und 18. November 1917 er folgte der Abtransport ins Oberelsass, bis Anfang Februar 1918 lag sie im Raum nördlich von Colmar bei Schlettstadt.
Anfang Februar 1918 nach Graincourt in den Raum südwestlich von Cambrai verlegt, etablierte sie sich im März 1918 im Raum südlich von Cambrai bei Villers-Guislain.

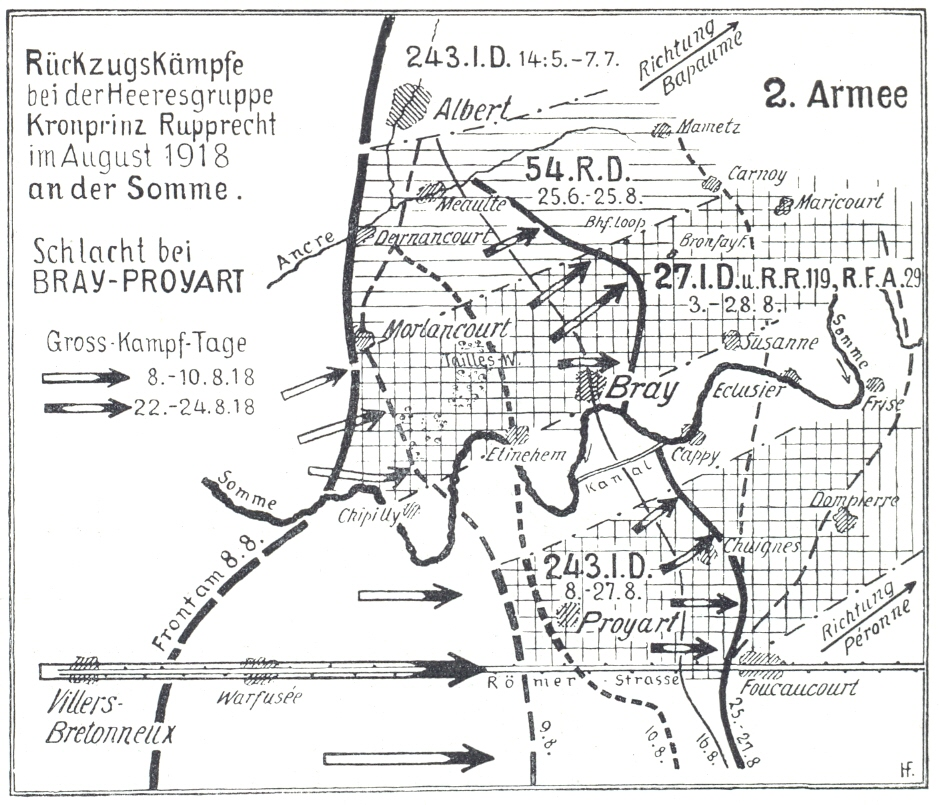
Einsatz der 27. Division in der Schlacht bei Amiens, August 1918

Während der deutschen Michael-Offensive 1918 brach die 27. Division am nördlichen Flügel der 2. Armee wieder beim XIII. Armee-Korps (Gruppe Watter) eingesetzt, an der Front zwischen Gouzeaucourt und Vermand durch, erstürmte am 21. März Vaucellette-Ferme und am 22. März Revelon und Fins. Nach einem Gefecht bei Equancourt folgten Verfolgungskämpfe durch das Sommegebiet. Bis 23. März wurde Aveluy erreicht, wo bis zum 6. April englische Gegenangriffe abgeschlagen wurden und die Front erneut erstarrte.
Am 8. August 1918, dem Schwarzen Tag des deutschen Heeres konnte sich die 27. Division im Abschnitt des Generalkommando 54 gegen die Angriffe des britischen III. Korps (General Butler) im Raum Morlancourt anfangs behaupten, war aber infolge des Zusammenbruches der südlicher durchbrochenen Front beiderseits Villers-Bretonneux am folgenden Tag zum Rückzug gezwungen.
Nach dem Waffenstillstand von Compiègne marschierten die Reste des Großverbandes in die Heimat zurück, wo die Division zunächst demobilisiert und 1919 schließlich aufgelöst wurde.

### Gefechtskalender

#### 1914
- 22. bis 27. August – Schlacht bei Longwy-Longuyon und am Othain-Abschnitt
- 28. August bis 1. September – Schlacht um die Maasübergänge
- 02. bis 3. September – Schlacht bei Varennes-Montfaucon (1. Schlacht bei Varennes)
- 04. bis 5. September – Verfolgung westlich Verdun und durch die Argonnen
- 06. bis 12. September – Schlacht bei Vaubecourt-Fleury
  - 7. bis 11. September – Kämpfe um die Höhen südlich Sommaisne
  - 9. bis 10. September – Nachtangriff südlich Sommaisne
- 12. bis 16. September – Nachhutgefechte an und in den Argonnen
- ab 25. September – Kampf im Argonner Wald
  - 28. September – Erzwingung der Waldeingänge bei Binarville

#### 1915
- bis 31. Dezember – Kampf im Argonner Wald
- ab 28. Dezember – Stellungskämpfe an der Yser

#### 1916
- bis 27. Juli – Stellungskämpfe an der Yser
  - 14. Februar bis 3. März – Kämpfe an der Kanal-Bastion
  - 2. bis 3. Juni – Kämpfe um die Doppelhöhe 60 und Hooge
- 29. Juli bis 24. August – Schlacht an der Somme
- 30. August bis 13. November – Stellungskämpfe im Wytschaete-Bogen
- 14. bis 26. November – Schlacht an der Somme
- ab 27. November – Stellungskämpfe an der Somme

#### 1917
- bis 15. März – Stellungskämpfe an der Somme
- 16. bis 28. März – Kämpfe vor der Siegfriedfront
- 09. April bis 11. Mai – Frühjahrsschlacht bei Arras
- 13. Mai bis 20. Juni – Kämpfe vor der Siegfriedfront
- 21. Juni bis 15. August – Kämpfe in der Siegfriedstellung
- 16. August bis 14. September – Herbstschlacht in Flandern
- 15. September bis 8. Oktober – Grenzschutz an der belgisch-holländischen Grenze
- 09. Oktober bis 13. November – Schlacht in Flandern
- ab 17. November – Stellungskampf im Oberelsass

#### 1918
- bis 1. Februar – Stellungskampf im Oberelsass
- 01. Februar bis 20. März – Kämpfe in der Siegfriedstellung und Vorbereitungszeit auf die Große Schlacht in Frankreich
- 21. März bis 6. April – Große Schlacht in Frankreich
  - 21. März – Erstürmung der Vancellette-Ferme
  - 22. März – Erstürmung von Revelon und Einnahme von Fins
  - 23. bis 26. März – Verfolgungskämpfe im Sommegebiet
  - 6. April – Abwehr englischer Angriffe bei Aveluy
- 07. April bis 19. Mai – Kämpfe an der Ancre
- 19. Mai bis 4. August – Stellungskämpfe in Französisch-Flandern und Artois
- 08. bis 20. August – Abwehrschlacht zwischen Somme und Avre
  - 8. bis 9. August – Tankschlacht zwischen Ancre und Avre
  - 10. bis 12. August – Schlacht an der Römerstraße
- 22. August bis 2. September – Schlacht Albert-Péronne
- 06. bis 25. September – Stellungskämpfe vor Verdun
- 29. September bis 11. November – Abwehrschlacht in der Champagne und an der Maas
  - 26. September bis 31. Oktober – Abwehrkämpfe zwischen Argonnen und Maas
  - 1. bis 11. November – Abwehrkämpfe zwischen Aire und Maas, Rückzugskämpfe und Übergang auf das rechte Maasufer
- ab 12. November – Räumung des besetzten Gebietes und Marsch in die Heimat

## Kommandeure
| Dienstgrad      | Name                              | Datum                                   |
| --------------- | --------------------------------- | --------------------------------------- |
| Generalleutnant | Heinrich Adolf von Starkloff      | 04. März 1872 bis 17. Mai 1876          |
| Generalleutnant | Otto Knappe von Knappstädt        | 18. Mai 1876 bis 8. Dezember 1878       |
| Generalleutnant | Alexander von Salviati            | 09. Dezember 1878 bis 22. Februar 1881  |
| Generalleutnant | Wilhelm von der Osten             | 15. März 1881 bis 15. November 1882     |
| Generalleutnant | Hermann von Guretzky-Cornitz      | 16. November 1882 bis 14. November 1887 |
| Generalleutnant | Otto von Haldenwang               | 15. November 1887 bis 26. Oktober 1890  |
| Generalleutnant | Berthold Nickisch von Rosenegk    | 27. Oktober 1890 bis 1. April 1895      |
| Generalleutnant | Wilhelm von Pfaff                 | 02. April 1895 bis 23. Januar 1897      |
| Generalleutnant | Alfred von Sick                   | 27. Januar 1897 bis 3. Juni 1899        |
| Generalleutnant | Fritz von Hiller                  | 04. Juni 1899 bis 26. Januar 1902       |
| Generalleutnant | Karl von Stohrer                  | 27. Januar bis 3. April 1902            |
| Generalleutnant | Rudolf von Freudenberg            | 22. April 1902 bis 21. April 1905       |
| Generalleutnant | Alexander von Linsingen           | 22. April 1905 bis 12. August 1907      |
| Generalleutnant | Richard von Beck                  | 13. August 1907 bis 30. August 1909     |
| Generalleutnant | Eberhard von Kurowski             | 31. August 1909 bis 24. April 1912      |
| Generalleutnant | Franz von Pfeil und Klein-Ellguth | 25. April 1912 bis 13. Juni 1916        |
| Generalleutnant | Otto von Moser                    | 14. Juni 1916 bis 11. März 1917         |
| Generalmajor    | Heinrich von Maur                 | 12. März 1917 bis 9. Dezember 1918      |

## Verweise